# Jan Abramov
Jan Rafaelevitsj Abramov (Russisch: Ян Рафаэльевич Абрамов) (Bakoe, 4 december 1977) is een Russische miljonair van Joodse afkomst. Hij is sinds 18 maart 2006 getrouwd met de Tataarse zangeres Alsou. 

## Fraude
Hij had met behulp van een geautomatiseerd systeem ervoor gezorgd dat zijn dochter Mikella in april 2019 de Russische versie van The Voice Kids won. Nadat zijn fraude aan het licht kwam werd de uitslag ongeldig verklaard.

## Privé
Op 7 september 2006 beviel zijn vrouw Alsou van een dochtertje genaamd Safi'na in Los Angeles, Californië. Op 29 april 2008 kreeg hij zijn tweede dochter Mikella. Op 10 augustus 2016 kreeg het echtpaar een zoon genaamd Rafael in Tel-Aviv.